# Pit bike

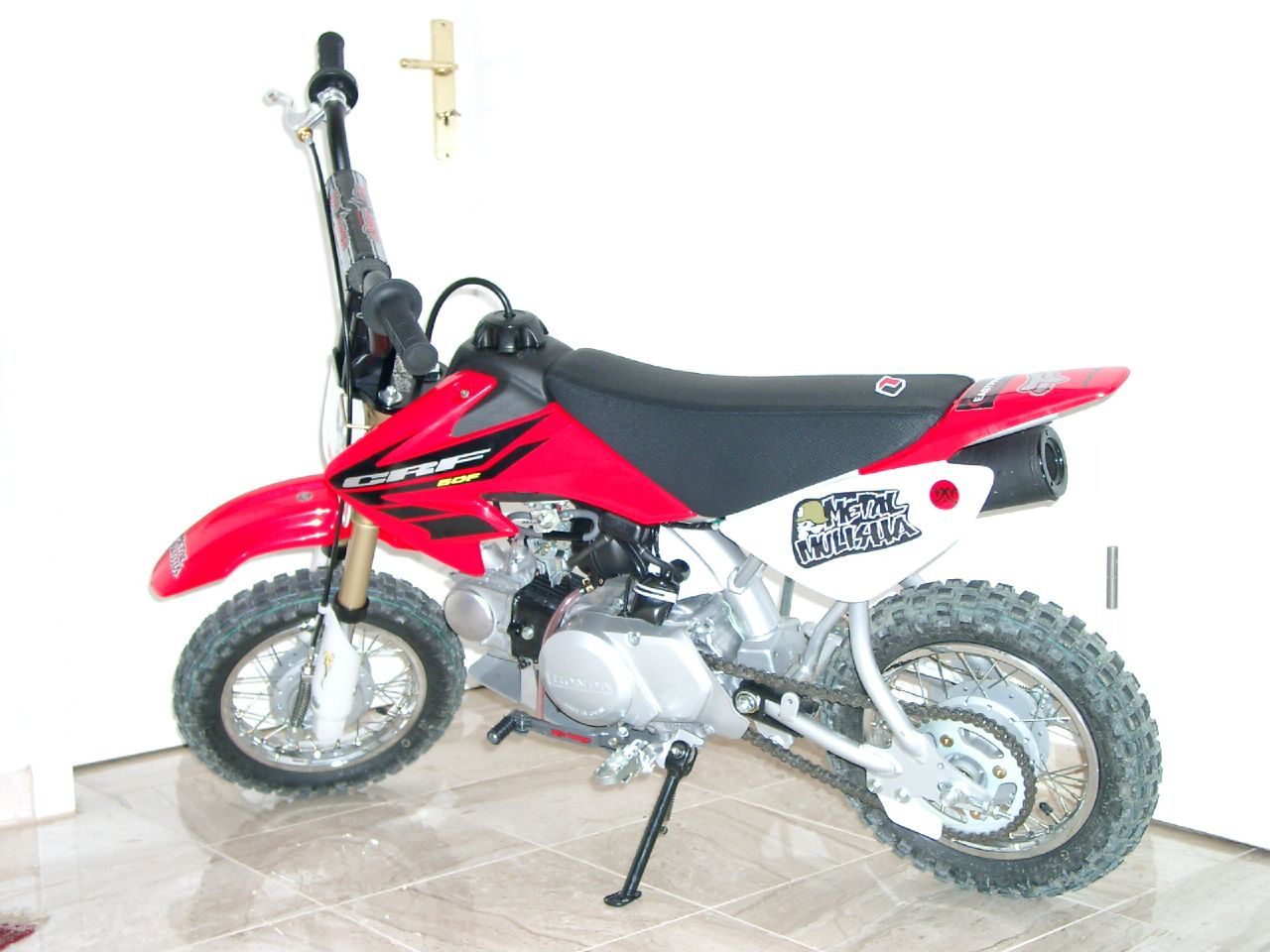
Una Honda CRF 50 del 2004

Una pit bike, escrit també pitbike, és una motocicleta o ciclomotor de mida mitjana, independentment de la marca. El nom designava inicialment les petites motos de motocròs que els pilots feien servir per a moure's pel paddock. Pit prové de Pit lane (zona per on es mouen les motos al circuit quan no estan competint, més coneguda com a "boxes" o "paddock") i Bike és "moto" en anglès.

## Història

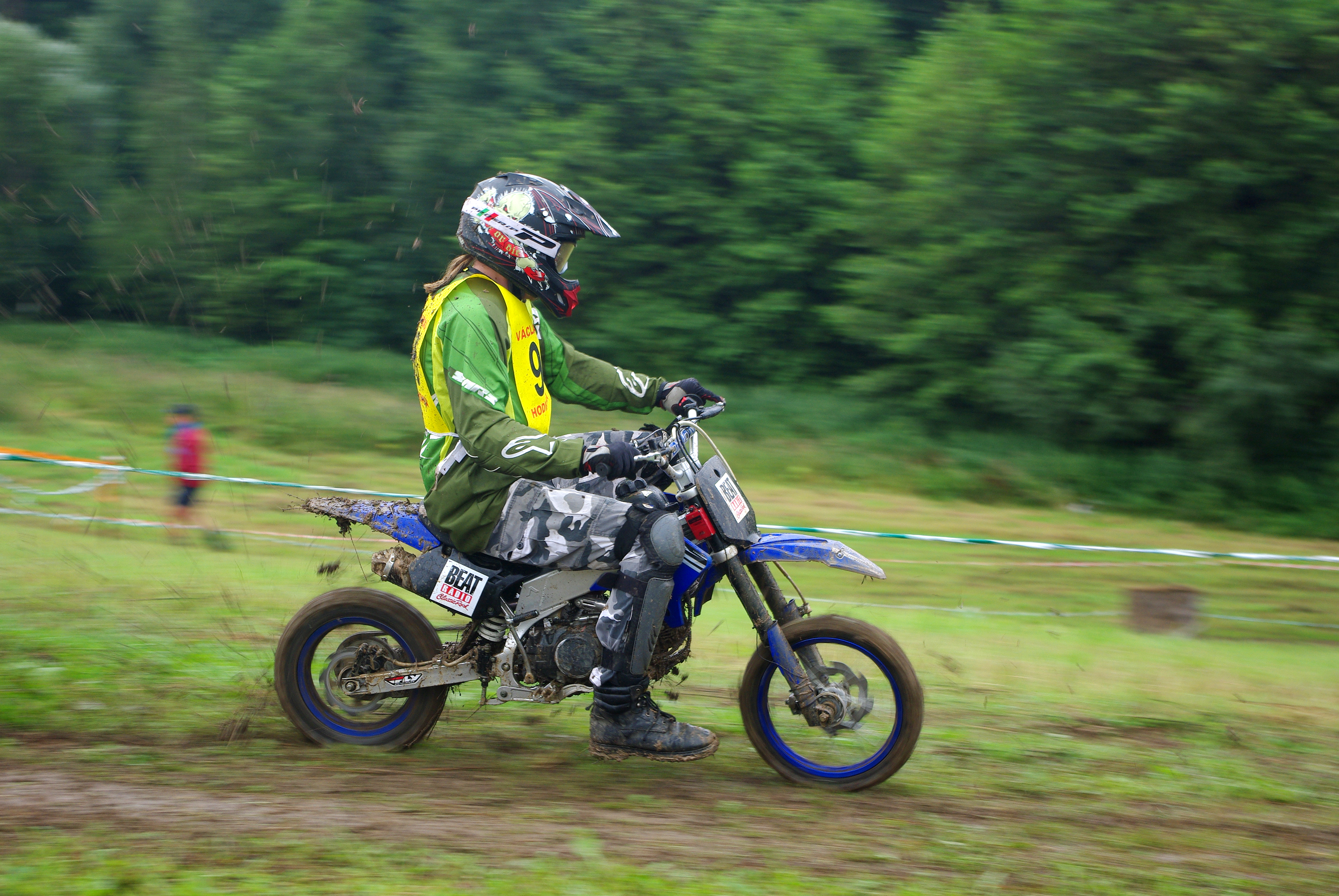
Un pilot amb una Pit Bike en una cursa a Txèquia el 2010

Inicialment, les pit bikes eren motos de motocròs infantils, estèticament semblants a les de debò, com ara l'Honda CRF 50, que els pilots feien servir per a desplaçar-se pels boxes; més tard se'n van fer de totes les mides. La CRF 50 va ser, de fet, la moto amb què va començar aquesta moda: com que tots els models de la gamma CRF d'Honda s'assemblaven molt, els pilots que competien amb la CRF 450 feien servir la CRF 50 als boxes. Tot i que la CRF 50 era una moto infantil, petita, als pilots ja els anava bé per a allò que volien, un mitjà de transport còmode i maniobrable per a moure's pel circuit. D'una banda, desplaçar-se amb una petita moto de cross era més lògic que amb fer-ho amb un escúter i de l'altra, veure el pilot amb una moto que semblava "filla" de la moto gran, decorada igual i molt semblant estèticament, era divertit.
Quan van començar a proliferar les pit bikes ja hi havia motos infantils, per bé que KTM era pràcticament l'únic fabricant no japonès que en feia de motocròs. Després de la CRF 50, Honda va llançar la CRF 70 i seguidament les altres marques japoneses van treure el seu propi model, com ara la Kawasaki KLX110 o la Yamaha TTR 110.
Al cap d'uns anys, els pilots van començar a “jugar” amb les pit bikes, a posar-los millors materials i a preparar-les, ja que van veure que podien perfeccionar el seu estil i millorar el seu nivell sense haver d'entrenar amb les motos grans; a més, les pit bikes eren motos àgils, lleugeres i divertides. Al cap d'un temps, alguns fabricants de components especialitzats van començar a llançar tota mena de productes i recanvis per a aquesta mena de motos, entre ells BBR, un dels primers que va comercialitzar pit bikes com les actuals. BBR no va fabricar mai cap moto, sinó que agafava el model original (com ara la CRF 70 o la TTR 110) i el millorava tot posant-hi components d'alta gamma, tant de seus com d'altres fabricants. Gràcies a BBR, les pit bikes van passar de motos infantils a motos de competició per a adults.
Seguidament es van començar a fabricar pit bikes a la Xina, motos que eren molt semblants als models originals i amb una relació qualitat-preu relativament bona. Com que a la Xina hi abunden els fabricants de còpies, aviat s'hi van començar a produir components complexos, com els mateixos motors, compatibles amb els models de Yamaha, Kawasaki o Honda.

## Tipologia
Per el que fa la tipologia hi ha dos tipus de pit bikes, les de motocròs (motos infantils de motocròs preparades i posades a punt) i les de supermotard (pit bikes de circuit preparades per a asfalt, és a dir, amb suspensions dures, llandes d'asfalt i pneumàtics de circuit o slicks). Les pit bikes de supermotard estan derivades de les seves germanes grans, les motos de supermotard.

## Principals fabricants
A banda de les japoneses, les marques especialitzades en pit bikes més conegudes a l'estat espanyol són Malcor, Imr, Pgr, Rebell Masters i Monster Pro. Són fabricants que agafen motos xineses de qualitat més aviat baixa i les modifiquen, tant per a asfalt com per a motocròs. Els posen components de millor qualitat de producció pròpia, contractats o comprats.